# Polaris (album de Stratovarius)
Pour les articles homonymes, voir Polaris.
Albums de Stratovarius
Black Diamond: The Anthology
(2007) Elysium
(2011)
Polaris est le douzième album du groupe finlandais de power metal Stratovarius, publié le 15 mai 2009 en Europe, le 20 mai 2009 au Japon et le 26 mai 2009 aux États-Unis, par Edel AG, Victor Entertainment, Ear Music et Armoury Records.

## Liste des chansons
| No  | Titre                                | Durée |
| --- | ------------------------------------ | ----- |
| 1.  | Deep Unknown                         | 4:28  |
| 2.  | Falling Star                         | 4:33  |
| 3.  | King of Nothing                      | 6:43  |
| 4.  | Blind                                | 5:28  |
| 5.  | Winter Skies                         | 5:50  |
| 6.  | Forever Is Today                     | 4:40  |
| 7.  | Higher We Go                         | 3:47  |
| 8.  | Somehow Precious                     | 5:37  |
| 9.  | Emancipation Suite (Part I: Dusk)    | 6:57  |
| 10. | Emancipation Suite (Part II: Dawn)   | 3:40  |
| 11. | When Mountains Fall                  | 3:12  |
| 12. | Deep Unknown (Mikko Raita Vinyl Mix) | 4:46  |